# Mafity

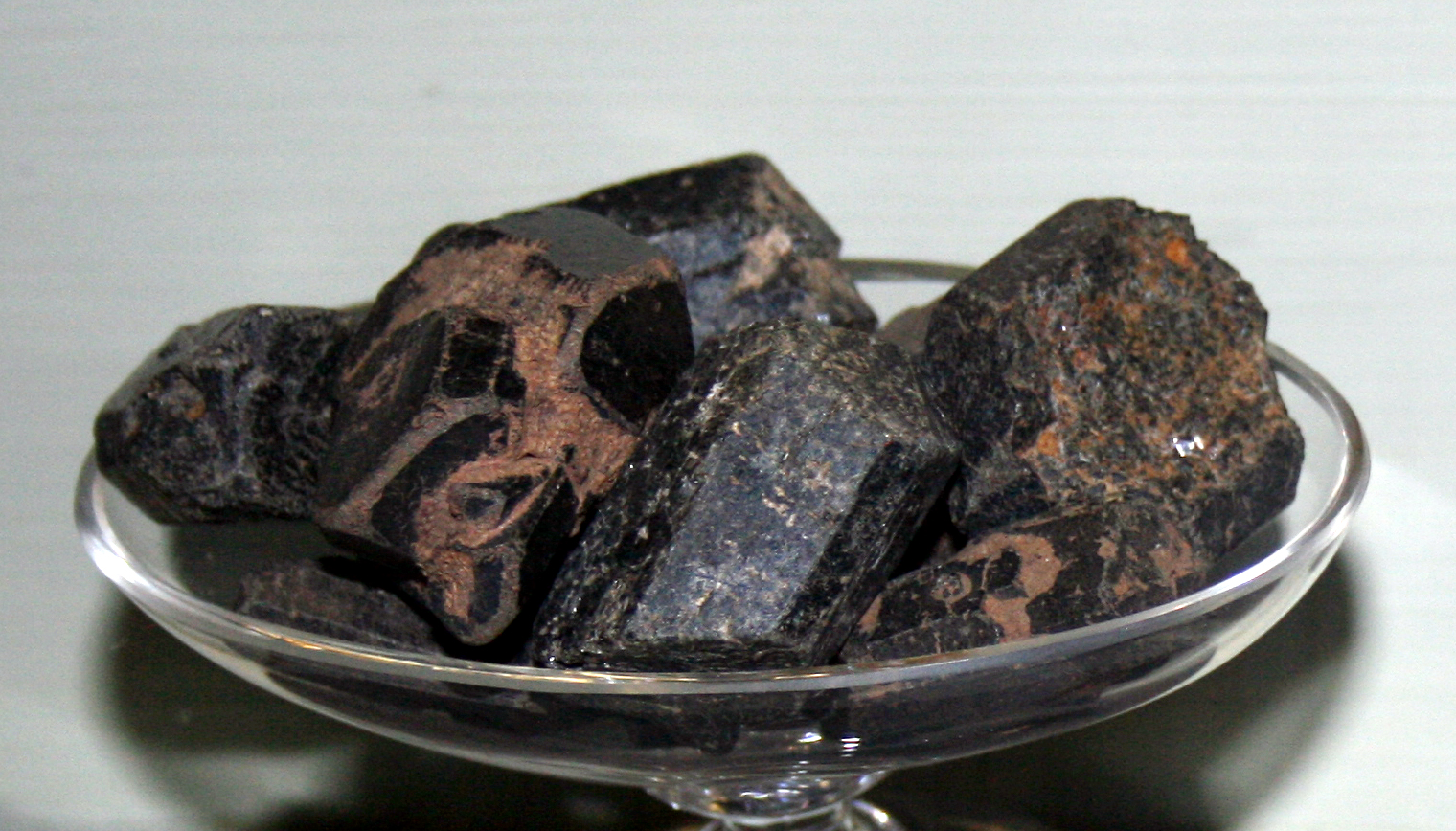
Augit ze skupiny pyroxenů jako zástupce mafitů

Mafity nebo také mafické minerály je skupina tmavých minerálů, které mají převážně železo-hořečnaté složení. Pro sloučeniny obsahující tyto prvky se nazývá mafická a od ní se odvozuje název pro tuto skupinu. Při makroskopickém pohledu na mafické minerály se projevují většinou tmavou až černou barvou a oproti felsickým minerálům mají větší hustotu.
Do skupiny mafických minerálů se většinou řadí:
- Slídy (silikáty hliníku, hořčíku a železa)
- Amfiboly
- Pyroxeny
- Olivín (silikáty hořčíku a železa)